# Ло и Гаронна
Ло и Гаронна (фр. Lot-et-Garonne [lɔt‿e.ɡa.ʁɔn], окс. Òlt e Garona) — департамент на юго-западе Франции, один из департаментов региона Новая Аквитания. Порядковый номер — 47. Административный центр — Ажен. Население — 342 500 человек (70-е место среди департаментов, данные 2010 года).

## География
Площадь территории — 5361 км². Через департамент протекают реки Гаронна, Ло, Баиз, Желиз, Осс.
Департамент включает в себя 2 округа, 54 кантона и 293 коммуны.

## История
Ло и Гаронна — один из первых 83 департаментов, образованных во время французской революции в марте 1790 года. Возник на территории бывших провинций Гиень и Гасконь. Название происходит от рек Гаронна и Ло.